# René Ménard (jésuite)
Pour les articles homonymes, voir René Ménard et Ménard.
René Ménard (ou Ménart), né le 2 mars 1605 à Paris et mort (disparu) en août 1661 au Wisconsin (États-Unis), était un prêtre jésuite français, missionnaire en Nouvelle-France.

## Biographie

### Jeunesse et formation religieuse
René Ménard est né le 2 mars 1605 à Paris. Il entre chez les jésuites de Paris en 1624 et il entreprend des études en liturgie qu'il effectue à La Flèche, Bourges et Orléans. Il s'embarque à Dieppe en mai 1640 pour devenir missionnaire en Nouvelle-France où il arrive le 16 juillet 1640.

### Missions en Nouvelle-France

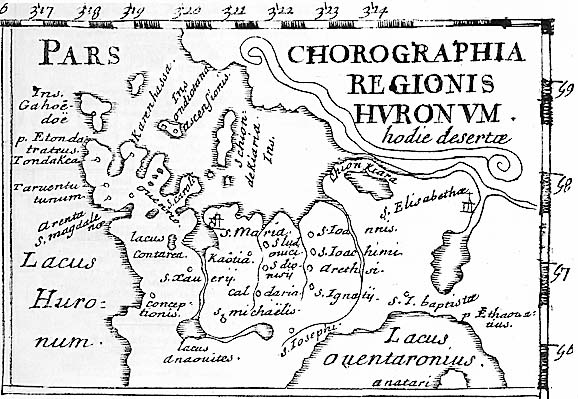
Carte de la Huronie par François Du Creux publié dans Historia Canadensis en 1660.

En 1641, il devient missionnaire jésuite en Huronie parmi les Amérindiens. Il apprend la langue des Hurons, le Hurons-Wendat, langage faisant partie du groupe linguistique Wendat. Il fonde plusieurs missions autour de celle de Sainte-Marie-au-pays-des-Hurons au Canada.
René Ménard se rend dans le Pays d'en Haut autour des Grands Lacs. Ses contacts avec les Iroquois sont difficiles en raison des Guerres franco-iroquoises durant lesquelles les Hurons sont les alliés des Français et des Canadiens-français.
René Ménard s'aventure autour des grands Lacs et passe l'hiver 1660-1661 à L'Anse puis dans la Baie Chequamegon, accompagné par Jean Guérin. Il disparaît quelque temps plus tard.
En 1665, le père Claude-Jean Allouez part à sa recherche avec plusieurs canoës et des Amérindiens Outaouais dans le vaste Pays d'en Haut.